# Biblioteca nacional de Costa de Marfil
La Biblioteca nacional de Costa de Marfil (en francés: Bibliothèque Nationale de Côte d'Ivoire) se encuentra en la ciudad de Abiyán, en el país africano de la Costa de Marfil.
Fue cerrado en 2006 debido a la falta de fondos, pero un nuevo equipo liderado por Adjiman Nandoh Chantal trabajó desde febrero de 2008 con el objetivo restaurar y renovar la institución. En octubre de 2009, el 85% del edificio seguía cerrado. La única sección disponible es el Departamento de la Infancia, que abrió sus puertas en 2008 gracias a la corporación Mitsubishi a un costo de 31.492.000 francos CFA.